# Refugio naval Capitán Cobbett

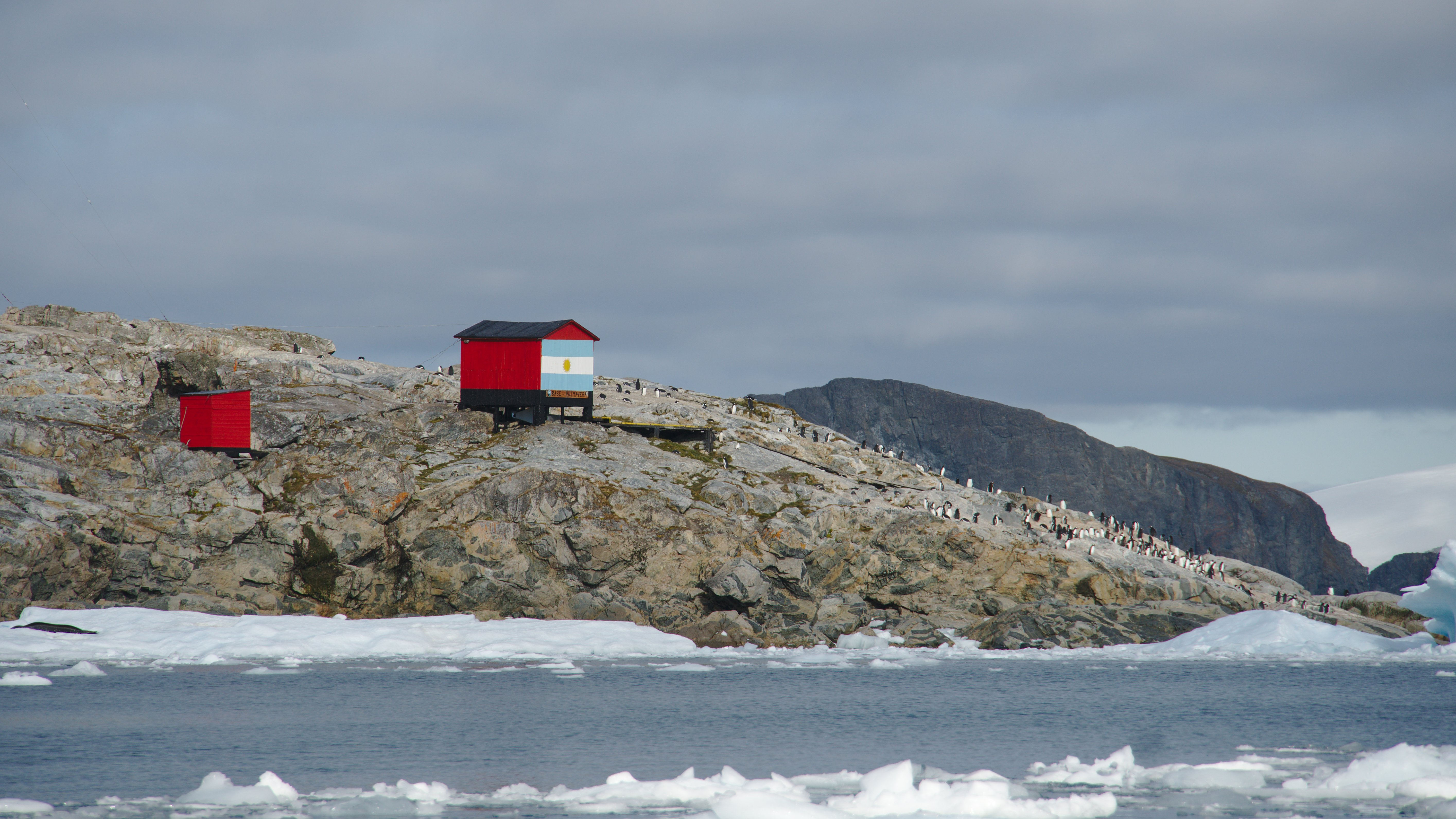
Vista del refugio.

El refugio naval Capitán Cobbett es un refugio de Argentina en la Antártida ubicado en el cabo Primavera, caleta Cierva, Costa Danco, en la costa oeste de la Tierra de San Martín (península Antártica), en el acceso norte del estrecho de Gerlache.
Fue inaugurado el 23 de enero de 1954 con el nombre de refugio naval Cabo Primavera. A principios de la década de 1960 era una construcción de madera con una cocina, un baño, una oficina, dos pequeños almacenes y una estación de radio. Tenía provisiones para tres personas durante tres meses.
Sobre la base del refugio, el 3 de marzo de 1977, el Comando antártico del Ejército Argentino inauguró la base Primavera a 100 m al sudeste. El refugio se transformó en anexo de la base cuando una remodelación renovó el complejo, construyéndose nuevas edificaciones.
Se trata de un edificio pequeño que actualmente funciona como laboratorio. Posee dos habitaciones y un baño, y posee suministros para tres hombres durante tres meses.
El nombre homenajea al capitán Enrique Cobbett, fallecido en agosto de 1826 en el naufragio de la fragata Buenos Aires en el cabo de Hornos.

## Usos
El refugio fue utilizado en numerosas ocasiones durante las épocas de verano, como apoyo de los grupos de estudio que trabajaban en la región realizando observaciones meteorológicas, oceanográficas y biológicas. Estuvo operativo en las campañas antárticas argentinas de 1954-1955, 1955-1956, 1956-1957, 1957-1958 y 1960-1961 y fue ocupado por personal civil (científicos y técnicos) del Instituto Antártico Argentino. Se realizaron observaciones meteorológicas de superficie, observaciones biológicas (botánicas y microbiológicas) y observaciones geomagnéticas. Alfredo Corte lideró el grupo que trabajó en la base en la campaña de 1960-1961.
En dicha campaña, se llevó a cabo la observación y el estudio de plancton y algas de agua dulce; pruebas sobre la fertilidad de las plantas antárticas; aislamiento de microorganismos del aire, el suelo, la nieve y el hielo y un censo de las colonias de pingüinos. También se realizaron observaciones meteorológicas para evaluar el desarrollo de la vegetación. Estas observaciones incluyeron el registro de dióxido de carbono en el aire. Además, se analizaron los componentes orgánicos del agua de la nieve, relacionado con la actividad biológica del plancton.